# Palatul Ghumdan
Palatul Ghumdan, de asemenea Qasir Ghumdan sau Palatul Ghamdan, este un palat și fortăreață antică din Sana'a, Yemen. Este cel mai vechi castel cunoscut din lume. Tot ceea ce a rămas din vechiul sit din Ghumdan este un câmp de ruine amestecate vizavi de prima și a doua dintre ușile estice ale Moscheii Jami‘ (Marea Moschee din Sana’a). Această parte a Sana'a formează o colină despre care se știe că ar conține resturile din timpurile străvechi. Locul este situat la extremitatea sud-estică a vechiului oraș înconjurat de ziduri din Sana'a, al-Qaṣr, chiar la vest de locul unde a fost construită mai târziu Marea Moschee din Sana'a, și face parte din Patrimoniul Mondial UNESCO al orașului vechi Sana'a. Este uneori denumit Turnul Ghumdan.
Potrivit geografului și istoricului arab, Al-Hamdani (c. 893–945), pietrele de temelie ale Palatului Ghumdan au fost puse de Sem, fiul lui Noe, și terminate de monarhul sabaean Ilī-Sharḥa Yaḥḍib (cca. secolul al VIII-lea î.Hr.), tatăl lui Bilquis. Alții spun că a fost construit de Sha'r Awtar, care a zidit orașul Sana'a, în timp ce alții sugerează că ar putea data din vremurile pre-islamice, construit de sabeeni în timpul domniei ultimului mare rege sabaean El Sharih Yahdhib (cca. 60-20 î.e.n.). Unii istorici o datează la începutul secolului al II-lea sau al secolului I. Palatul a fost distrus de califul Usman, sau chiar mai devreme, de cuceritorul abisinian Abrahah Al-Hubashi. Restaurată de mai multe ori, istoria palatului este reprezentată în numeroase legende și povești. Este menționată în multe poezii arabe, poeții cântând despre frumusețea ei. Turnul Palatului Ghumdan, o clădire înaltă de 20 de etaje, este considerat de unii că a fost cel mai vechi zgârie-nori din lume.

## Istorie
Deși fostul palat este acum în ruine, stilul său, o structură turnată, cu mai multe etaje, a oferit prototipul caselor tip turn construite în Sana’a. Ea exprima „arhitectura rafinată a orașului vechi”.
Palatul a fost folosit de ultimii regi Himyarite, care au condus Yemenul din Ghumdan și a fost cândva reședința lui Abhalah. Se pare că a fost distrus de califul Usman în secolul al VII-lea, deoarece se temea că ar putea fi folosit ca bastion pentru o rebeliune. Unele dintre materialele sale au fost reutilizate pentru a construi Marea Moschee.
Palatul a fost reconstruit ceva timp mai târziu, dar s-a deteriorat în timp. Ruinele turnului palatului sunt acum sub forma unei movile care se întinde de la estul Marii Moschei până la nordul Bab Al-Yemen.

## Arhitectură
Turnul palatului a fost construit în vârful unui deal. Istorici precum Al-Hamdani, Mohammed Al-Qazwani și Dr. Adnan Tarsis contestă înălțimea palatului original. Având în vedere măreția sa, înălțimea sa a fost exagerată în relatările istorice. Cele mai multe păreri îl situează între șase și zece etaje. La începutul secolului al IX-lea, s-a raportat că avea „șapte etaje înălțime, cea mai înaltă cameră fiind din marmură policromă, iar acoperișul ei era o singură placă de marmură verde”. Al-Hamdani scriind în secolul al X-lea în cartea a opta a celebrei sale geografii a antichităților Yemenului, Al-Iklīl oferă această descriere:„... un edificiu imens de douăzeci de etaje, fiecare etaj înalt de zece coți. Cele patru fațade au fost construite cu piatră de diferite culori, alb, negru, verde, roșu. La ultimul etaj era o cameră care avea ferestre de marmură încadrate cu abanos și lemn de platan. Acoperișul ei era o lespede de marmură pelucidă, astfel încât, atunci când stăpânul lui Ghumdán s-a întins pe canapea, a văzut păsările zburând deasupra capului și a putut distinge un corb de un zmeu. La fiecare colț stătea câte un leu de aramă și, când bătea vântul, pătrundea în interiorul gol al efigiilor și scotea un sunet ca un leu care răcnește.”
Construit pe o structură pătrată, ultimul etaj al turnului conținea Sala Bilquis, descrisă și de al-Hamdani (două volume, păstrate la British Museum), prezenta un tavan fixat cu luminatoare din marmură transparentă din opt piese. Deschiderile de la cele patru colțuri ale sălii ofereau o vedere clară asupra lunii, venerată de regii din Yemenul antic. Se spunea că figurile de leu din bronz de la fiecare colț al tavanelor de alabastru scot un zgomot când vântul trecea prin ele. Cu toate acestea, s-a spus că cea mai extraordinară trăsătură a palatului ar fi fost clepsidra, un vechi dispozitiv de măsurare a timpului, care a fost construit în el. Se spune că o poartă, cunoscută sub numele de „Qasr Al-Selah”, este ultimul vestigiu al turnului palatului.

## În literatură
Palatul este menționat în multe poezii arabe, poeții cântând despre frumusețea lui. Legenda spune că atunci când păsările zburau deasupra palatului, umbrele lor puteau fi văzute pe tavan.